# Épalle et Compagnie
Épalle et Compagnie war ein französischer Hersteller von Automobilen.

## Unternehmensgeschichte
Das Unternehmen aus Saint-Étienne begann 1910 mit der Produktion von Automobilen. Der Markenname lautete Épalle. 1914 endete die Produktion.

## Fahrzeuge
Im Angebot standen die Modelle 8/10 CV mit Zweizylindermotor sowie 10/12 CV, 12/16 CV und 14/20 CV mit Vierzylindermotoren. Die Motoren waren vorne im Fahrzeug montiert und trieben über eine Kardanwelle die Hinterachse an.
Ein Épalle Typ B 16 CV von 1910 befindet sich in Deutschland.